# Шумейко Іван Михайлович
Іван Михайлович Шумейко (нар. 30 квітня 1928 — пом. 4 серпня 2015) — український історик, декан факультету історії ПНУ ім. Василя Стефаника 1981—1991 рр.

## Біографія
Народився 30 квітня 1928 року в селі Зарів'я, Волинське воєводство, Польська республіка. З 1950 до 1953 року служив у Радянській армії. З 1954 до 1957 навчався в партійній школі Станіславського обкому КПРС. У 1952 вступив на історичний факультет Станіславського вишу, який закінчив 1957 р. з жовтня 1963 до лютого 1967 навчався в аспірантурі КНУ імені Шевченка. Кандидатська дисертація: «Комсомол Західної України — активний помічник Комустичної партії в боротьбі за єдність демократичної молоді і створення антифашитського народного фронту 1934—1938 рр.»
У січні 1971 отримав вчене звання доцента. З 1981 року до 1991 очолював історичний факультет Івано-Франківського педагогічного інституту. З 1991 до 1999 працював на кафедрі історії України. Викладав новітню історію України та читав спецкурс з «Національно-визвольної боротьби 1920—1955 рр.»
Помер 4 серпня 2015 року, після тривалої важкої хвороби.

## Особисте життя
Дружина Михайлина Степанівна Шумейко. Донька Галина Іванівна Шумейко філолог германсько-романських мов.